# クリストフ・アンベルガー
クリストフ・アンベルガー（Christoph Amberger, 1490年から1510年ごろ - 1560年から1563年）は、ドイツの画家である。ドイツ南部のアウクスブルクで働き、有力者の肖像画を描いた。

## 略歴
アンベルガーの生涯についての記録は少なく、生没年や生地についての確かな資料はないとされる。資料や作品から知ることができるのは1530年5月15日にアウグスブルクの画家組合に入会したこと、知られている最初の作品の日付が1525年で、最後の作品の日付が1560年であることである。
バイエルンの町、アンベルクの石工の息子で、祖父は木彫り職人であったという説もある。アウグスブルクの画家、木版画家のレオンハルト・ベック（Leonhard Beck: c.1480-1542）かハンス・ブルクマイアー（1473-1531）の弟子になったとされ、1530年にアウグスブルクの画家組合に入会し、1536年に最初の弟子が組合に登録され、1538年、1542年、1546年にも弟子が登録された記録がある。生涯アウグスブルクで働き、同時代の有力者の肖像画を描いた。
アンベルガーの重要な作品には1530年ころに描かれ、アンベルガーの肖像画家としての評価を確立した神聖ローマ帝国皇帝カール5世 の肖像画などがある。1554年にはアウグスブルク大聖堂（Augsburger Dom）の主祭壇画も描いた（ハンス・ホルバイン (父)の祭壇画が破壊された後に制作された）。
17世紀末にオランダ、ドイツの画家の伝記集を著したヨアヒム・フォン・ザンドラルト（1606-1688）によれば、アンベルガーはティツィアーノ・ヴェチェッリオ（c.1490-1576）と知り合いであり、影響を受けたとしている。

## 作品

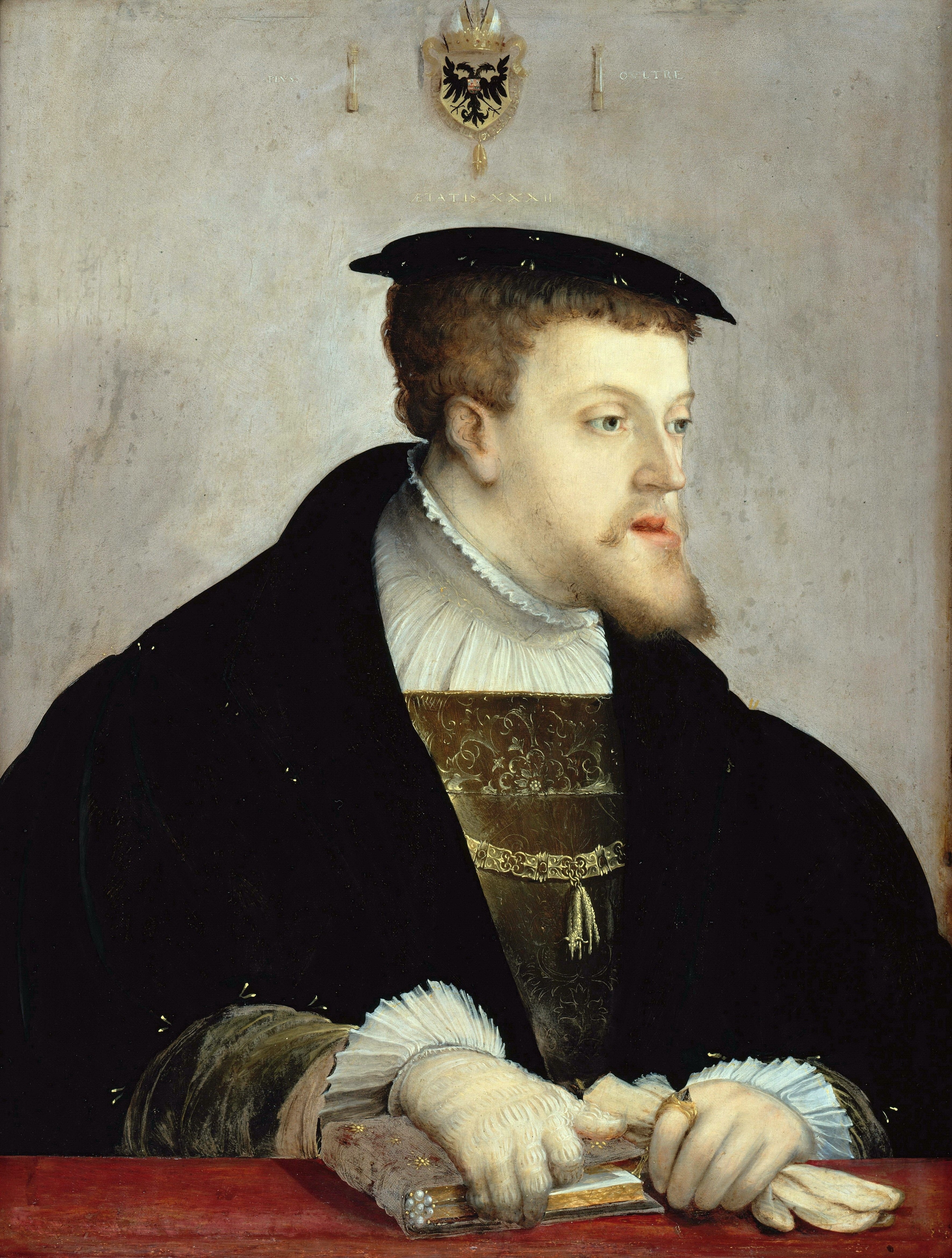
カール5世の肖像画 (c.1532) 絵画館 (ベルリン)
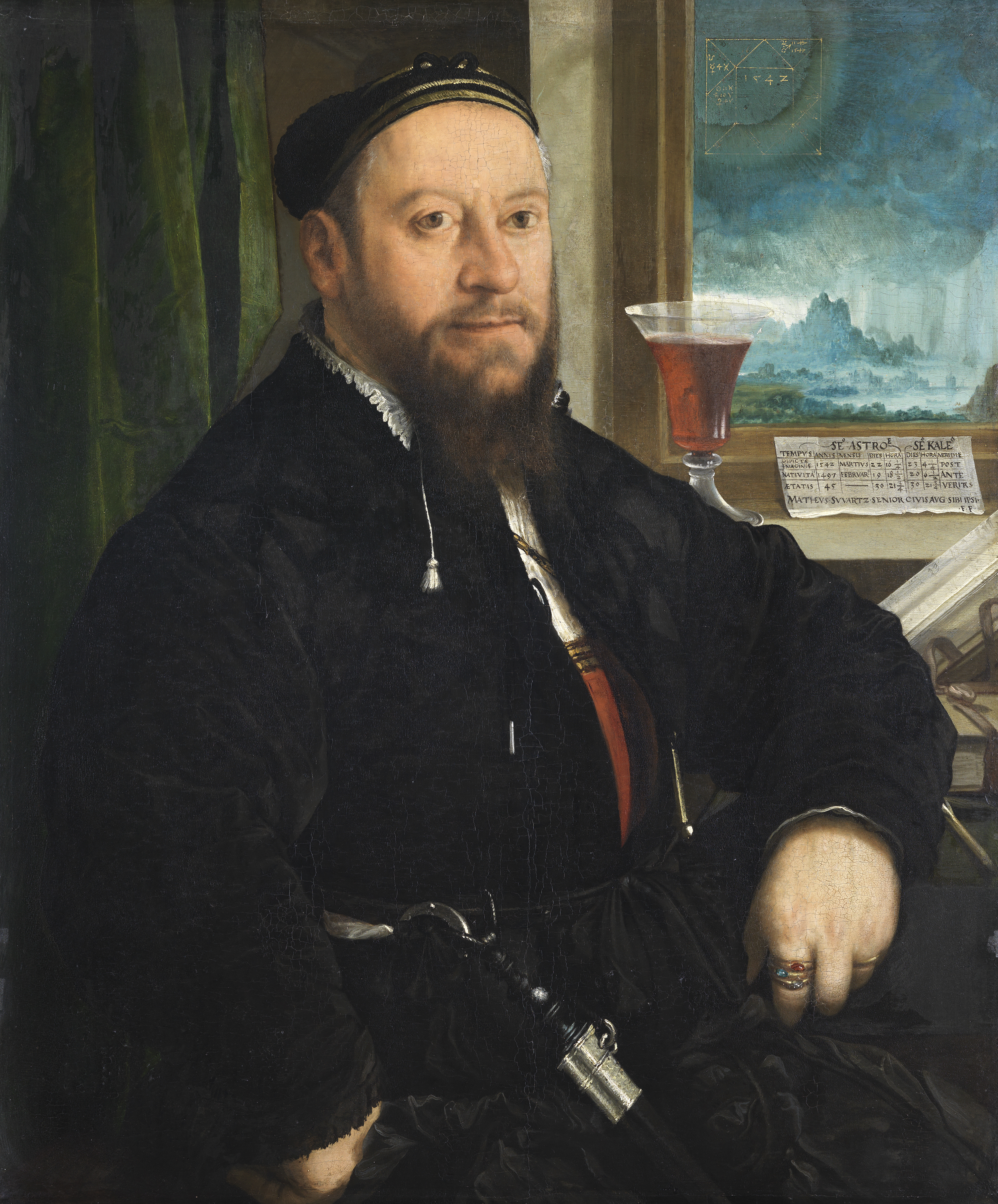
マテウス・シュヴァルツ（著作家）の肖像画(1542) ティッセン＝ボルネミッサ美術館
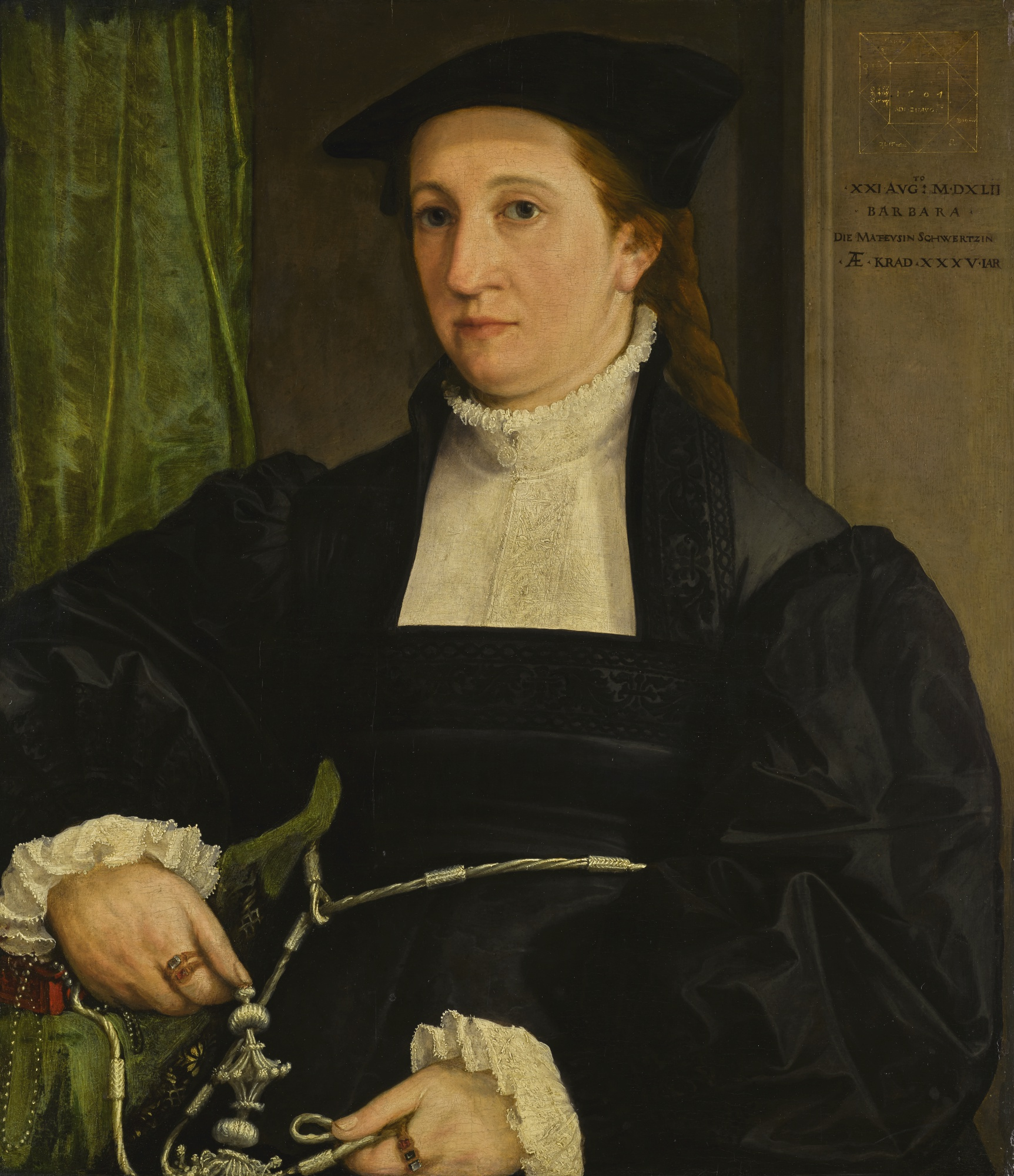
マテウス・シュヴァルツの妻の肖像画(1542)、個人蔵
男性の肖像画(1925) 美術史美術館